# Cosmisoma aeneicollis
Cosmisoma aeneicollis är en skalbaggsart som beskrevs av Wilhelm Ferdinand Erichson 1848. Cosmisoma aeneicollis ingår i släktet Cosmisoma och familjen långhorningar.
Artens utbredningsområde är:
- Guyana.
- Surinam.

Inga underarter finns listade i Catalogue of Life.